# Hertha Sponerová
Hertha Sponerová (1. září 1895 Nisa Německé císařství – 27. února 1968 Ilten Západní Německo) byla německá fyzička a chemička, která přispěla k moderní kvantové mechanice a molekulární fyzice a byla první ženou na fakultě fyziky Dukeovy univerzity. Byla starší sestrou filoložky a odbojářky Margot Sponerové.

## Život
Hertha Sponerová se narodila v Nise (Nysa) v pruském Slezsku a zde získala středoškolské vzdělání. Rok studovala na univerzitě v Tübingenu, poté se zapsala na univerzitu v Göttingenu, kde v roce 1920 získala doktorát pod vedením Petera Debyeho. Během svého působení na univerzitě v Tübingenu byla asistentkou Jamese Francka. V roce 1921 byla spolu s několika dalšími ženami jednou z prvních, které v Německu získaly doktorát z fyziky spolu s právem vyučovat vědu na německé univerzitě. V říjnu 1925 získala stipendium Rockefellerovy nadace k pobytu na Kalifornské univerzitě v Berkeley, kde zůstala rok. Během svého působení v Berkeley spolupracovala s R. T. Birgem a vyvinula metodu, která se dnes nazývá Birge-Sponerova metoda pro určování disociačních energií.
Do roku 1932 Sponerová publikovala asi dvacet vědeckých prací v časopisech jako Nature a Physical Review a stala se docentkou fyziky. V roce 1933 James Franck rezignoval a odešel z Göttingenu a o rok později, když se Hitler dostal k moci, byla ze své pozice propuštěna kvůli stigmatizaci žen v akademickém prostředí nacisty. V roce 1934 se Sponerová přestěhovala do Osla, kde vyučovala na univerzitě v Oslu jako hostující profesorka, a v roce 1936 nastoupila na Dukeovu univerzitu, kde působila jako profesorka až do roku 1966, kdy se stala emeritní profesorkou, kterou byla až do své smrti v roce 1968.
Během své akademické kariéry se Sponerová věnovala výzkumu v oblasti kvantové mechaniky, fyziky a chemie. Byla autorkou a publikovala řadu studií, z nichž mnohé vznikly ve spolupráci se slavnými fyziky, včetně Edwarda Tellera. Přispěla k rozvoji vědy mnoha poznatky, včetně aplikace kvantové mechaniky na molekulární fyziku a práce o absorpčních spektrech v blízké ultrafialové oblasti. Na katedře fyziky Dukeovy univerzity založila spektroskopickou laboratoř, která byla později přestěhována do vlastní nové budovy.
Sponerová se v roce 1946 provdala za Jamese Francka. Zemřela v Iltenu v Dolním Sasku.